# 八木中インターチェンジ
八木中インターチェンジ（やぎなかインターチェンジ）は、京都府南丹市八木町玉ノ井正尺にある、京都縦貫自動車道のインターチェンジである。丹波IC方面のみのハーフインターチェンジであり料金所は存在せず、八木本線料金所で料金を支払う。

## 歴史
- 1996年（平成8年）4月27日 : 京都縦貫自動車道（京都丹波道路[注釈 1]）の、丹波IC - 千代川IC間の開通に伴い供用開始。
- 2001年（平成13年）6月17日 : 八木西IC - 千代川IC間が4車線化。
- 2005年（平成17年）10月1日 : 道路関係四公団民営化により、京都丹波道路の保有を、独立行政法人 日本高速道路保有・債務返済機構に、管理を西日本高速道路株式会社に移管。
- 2010年（平成22年）6月28日 : 京都丹波道路で高速道路無料化社会実験が開始[1]。
- 2011年（平成23年）6月20日 : 政府が東北地方太平洋沖地震（東日本大震災）の復旧・復興費用をまかなうため、0時をもって高速道路無料化社会実験が一旦終了し、一時凍結される[2]。

## 接続する道路
- 国道9号（山陰道）

## 隣
E9 京都縦貫自動車道（京都丹波道路）
(8)八木西IC - 八木TB - (9)八木中IC - 南丹PA - (10)八木東IC